# Esteban Echeverría
Esteban Echeverría (n. 2 septembrie 1805 - d. 19 ianuarie 1851) a fost un poet, prozator și om politic argentinian.
Adept al socialismului utopic.

## Opera
- 1872: Elvira sau logodnica din La Plata ("Elvira o La novia del Plata"), considerată prima operă romantică în limba castiliană;
- 1834: Consolări ("Los consuelos");
- 1837: Rime, volum de versuri ce conține celebra poezie Prizoniera ("La Cautiva");
- 1837: Cuvinte simbolice ("Palabras Simbólicas");
- 1840: Abatorul ("El matadero"), nuvelă care înfățișează un episod revoluționar, lucrare reprezentativă pentru proza argentiniană;
- 1847: Îngerul căzut ("El ángel caído");
- 1847: Doctrina socialistă ("Dogma socialista").